# Wedi
Wedi – miasto w Armenii, w prowincji Ararat. Według danych na rok 2022 liczy ok. 11 800 mieszkańców.